# Marko Kalogjera
Marko Kalogjera (ur. 20 września 1877 w Blato, zm. 15 grudnia 1956 w Zagrzebiu) – chorwacki duchowny, biskup Chorwackiego Kościoła Starokatolickiego. 
W latach 1900–1923 duchowny rzymskokatolicki. W okresie monarchii austro-węgierskiej był wyróżniającą się osobistością w Splicie. Zajmował wiele zaszczytnych stanowisk w organach administracji kościelnej diecezji splicko-makarskiej. Był działaczem społecznym, rajcą miejskim, cenionym teologiem i profesorem seminarium duchownego. Zaproponowany do objęcia biskupstwa w 1918 roku po śmierci Antona Đivoja nie otrzymał jednak nominacji papieskiej. 
Od 1917 roku dystansował się od nauczania Kościoła katolickiego. Po I wojnie światowej otwarcie opowiedział się za ruchem reformatorskim. Jeden z liderów i organizatorów Chorwackiego Kościoła Starokatolickiego. W 1924 roku wybrany, a następnie konsekrowany na pierwszego biskupa Chorwackiego Kościoła Starokatolickiego. 
W 1933 roku z powodu sporów wewnętrznych wśród jugosłowiańskich starokatolików i wyborów Ivana Cerovskiego, a następnie Antona Donkovicia na nowego ordynariusza Chorwackiego Kościoła Starokatolickiego wykluczony z Unii Utrechckiej Kościołów Starokatolickich i Międzynarodowej Konferencji Biskupów Starokatolickich. 
W latach 1934–1956 biskup grupy jugosłowiańskich starokatolików, którzy pozostawali poza Unią Utrechcką.

## Życie prywatne
Pochodził ze starego rodu o korzeniach greckich. Jego bliskim krewnym był rzymskokatolicki biskup splicko-makarski, Marko Kalogjera. Jego bratem był Niko Kalogjera, który również został duchownym i sprawował funkcję wikariusza belgradzkiego Chorwackiego Kościoła Starokatolickiego.
Marko Kalogjera po wystąpieniu z Kościoła katolickiego ożenił się. Jego syn Dražen Kalogjera był chorwackim ekonomistą, politykiem HDZ, a także ministrem w rządach Stjepana Mesicia i Josipa Manolicia. Wnukiem biskupa Marko Kalogjera jest rektor Uniwersytetu w Zagrzebiu, Damir Boras.